# Класичне кеменче
Класичне кеменче (тур. Klasik kemençe), грушоподібне кеменче (тур. Armudî kemençe) або константинопольська ліра (Politiki lyra, грец. πολίτικη λύρα) — грушоподібний смичковий інструмент, який походить від середньовічної греко-візантійської ліри. В основному використовувався грецькими іммігрантами з Малої Азії та в класичній османській музиці. Інструмент також використовувався раніше для популярної музики, такої як ребетіко.
Не плутати з іншим інструментом зі схожою назвою — чорноморське кеменче.

## Етимологія

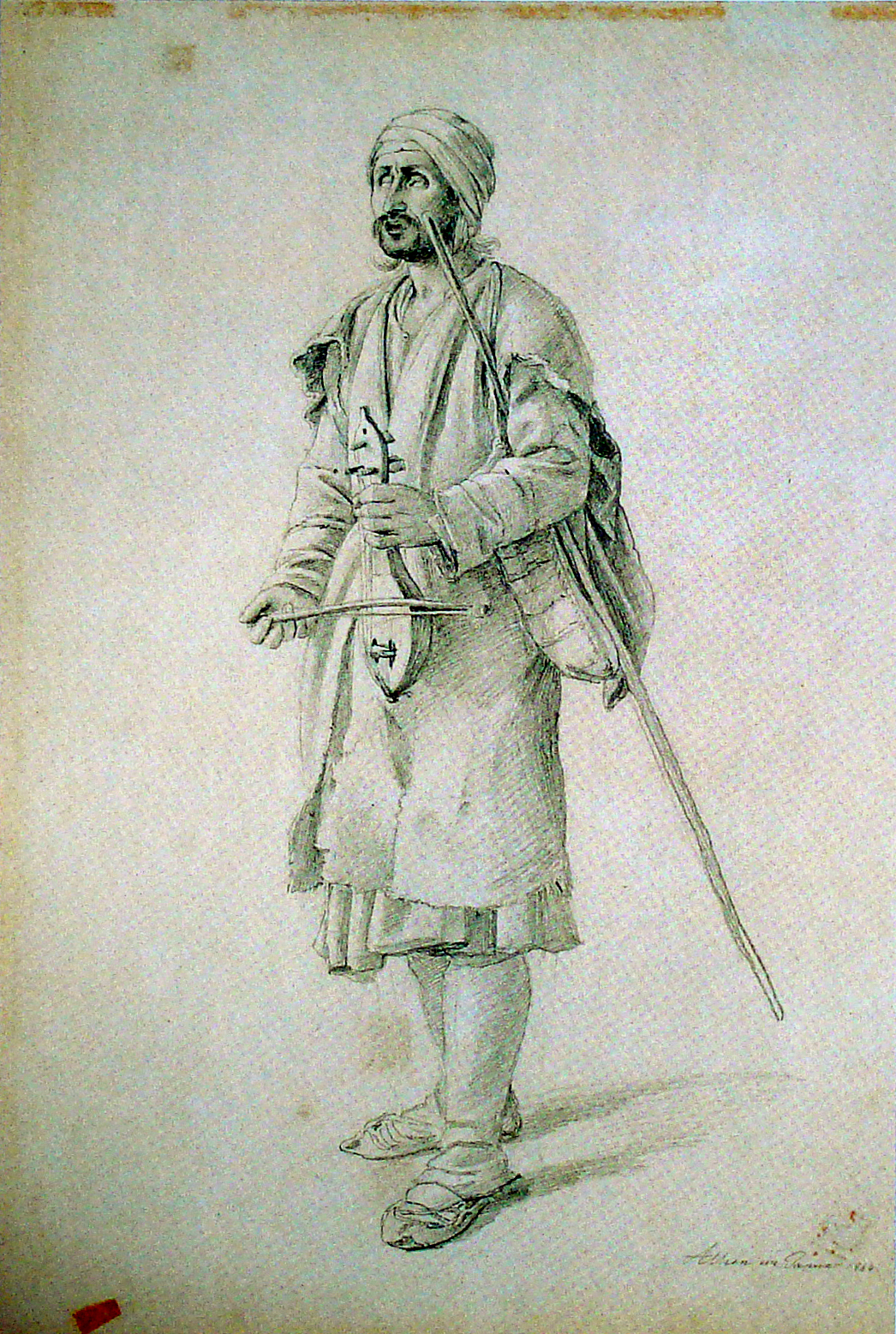
Сліпець, що грає на лірі. Й. Шерер. 1844. З «Путівника по Музею Бенакі».

Назва «кеменче» походить з перської і означає «смичок», використовується у тюрських мовах.
Назва «ліра» походить від назви давньогрецької ліри, але з середньовіччя використовується у грецькій мові для позначення смичкових інструментів, див. Візантійська ліра.

### Назви для позначення цього інструмента
Класична кеменче відома під різними назвами.
Найуживаніші:
- Класичне кеменче (тур. Klasik kemençe) — за сферою використання, у класичній турецькій музиці;
- Політікі ліра (грец. πολίτικη λύρα; буквально — міська ліра в значенні міста Константинополя);
- Армуді кеменче (тур. Armudî kemençe; armudi = груша) — відповідно до форми.

Інші назви:
- Стамбульське кеменче (тур. İstanbul kemençesi; стамбульська кеменче) — калька з грецької назви Політікі ліра;
- Фасил кеменче (тур. Fasıl; фасил - це термін з класичної турецької музики і відноситься до області застосування цього маленького триструнного інструменту);
- Тирнак кеменче (тур. tırnak kemençesi, буквально — нігтьова кеменче) — за способом гри;
- Османська кеменче (тур. Osmanlı kemençesi) — на противагу її попередниці, візантійській лірі.

Класичне кеменче з двома струнами використовували у Візантійській імперії. Третя струна була додана пізніше в часи, що збігаються з правлінням султана Меджида в Османській імперії. Тому сьогоднішній триструнний інструмент ще називають османською кеменче.

## Історія
В музиці Візантії та для виконання православних гімнів використовувався інструмент Lyra Dicta, відомий у тодішній Європі як ребек. Ребек став з часом відомий під різними назвами в народів Європи та Середземномор'я. У XVIII столітті у Стамбулі на інструменті почали знову грати. Те саме класичне кеменче тоді називали стамбульською лірою (грец. πολίτικη λύρα), що вказує, що цей інструмент використовували греки.
Класичне кеменче прийняло свою сучасну форму у XIX столітті. При дослідженні джерел можна побачити, що класичне кеменче, на якому грають сьогодні, відоме під різними назвами, такими як ліра, ребек, станбульська ліра, кеменче, грушоподібне кеменче, і має коріння використання, що сягають до Х століття. На сьогоднішній день його називають класичним кеменче, щоб відрізнити від іншого інструменту — чорноморського кеменче.
Інструмент також використовувався для популярної музики, зокрема в ранньому стилі ребетіко, так званому стилі смирна (від назви міста Смирна, нині Ізмір). На початку XX століття головним центром музики ребетіко був багатонаціональний порт Смирна (сучасний Ізмір) у Малій Азії. На музикантів Смирни вплинули не лише східні звуки всередині Османської імперії, а й музика європейського стилю багатьох європейських громад міста, особливо італійців.
З середини XIX століття класичний кеменче став основним смичковим інструментом османської класичної музики.

## Конструкція
В давній османській музиці використовувалися лише дві струни класичного кеменче, що дозволяло виконувати танцювальні мелодії. З додаванням третьої струни почали виконуватися класичні твори. Танбурі Джеміль Бей додав четверту струну до класичного кеменче, не з метою розширення діапазону, а в гармонійних цілях. Гармонічна струна, яку додав Танбурі Джеміл Бей, ніколи не використовувалася іншими виконавцями. Інший виконавець, Хусейн Садеттін Арель, також додав ччетверту струну, але вніс зміни і в сам інструмент. Звук цього нового чотириструнного кеменче, створеного Хусейном Садеттіном Арелєм, має зовсім інший тембр порівняно з класичним триструнним кеменче. Сьогодні існують класичні кеменче на три і чотири струни. Хоча спосіб виконання схожий, ці два струнних інструмента відрізняються один від одного конструкцією та тембром звучання.
Довжина трьохстунного класичного кеменче 40 — 41 см, ширина 14–15 см. Корпус виконується у формі розрізаної уздовж груші. Овальна головка інструменту, а також шия і корпус виготовляються із цільного шматка дерева. Отвори у верхній деки мають D-подібну форму. Висота струн над містком — 7–10 мм.

## Спосіб гри
На відміну від інших струнних інструментів, на класичному кеменче грають не подушечками пальців, а нігтями руки, що дозволяє плавно переміщати руку під час гри (легато). Під час гри інструмент тримають вертикально і кладуть довгими кілками на плече музиканта. Грають сидячи. Нижня частина інструмента кладеться в один із двох способів: на коліно або між двома ногами виконавця.

## Стрій
Діапазон приблизно дві-дві з половиною октави.
Як правило, струни класичного кеменче настроюються «Ре-Соль-Ре», або в західноєвропейській нотації від найтоншої до найтовщої струни — «Ля (440 Гц) - Ре (293,3 Гц) - Ля (220 Гц)»

## Навчання грі на класичному кеменче
Традиційне навчання музики в Туреччині базується на системі мешк (тур. meşk), тобто запам'ятовування і розучування твору учнем, який виконує вчитель (майстер). «Стародавні казали, що найкращий спосіб навчитися — це слухати, бачити і чути від великодушної людини (із щедрих вуст, що все прощають, словом, від майстра справи)». Такий підхід доніс до нас багато класичних творів, але й спричинив до забуття багатьох із них. З використанням нотного запису на початку XX століття метод мешк використовувався не як спосіб запам’ятовування, а з метою інтерпретації творів з точки зору ритму, ладу та темпу.

## Класичне кеменче в Україні
На класичному кеменче грають і на Одещині, зокрема Степан Мінковський, але він один з останніх музикантів, які можуть грати на класичному кеменче в Україні  .

## Пов'язані інструменти
Візантійська ліра (лат. lira) — смичковий струнний інструмент грушоподібної форми. Перський географ Ібн Хордадбег був першим, хто описав візантійську ліру як типовий візантійський інструмент.
Варіації інструменту (з однаковою формою та способом гри) існують на величезній території Середземномор’я та Балкан. Прикладами є болгарська гадулка, калабрійська ліра в Італії, ліра Криту та Додеканесу, лієриця хорватської Адріатики.

## Опубліковані роботи з питань гри на класичній кеменче
- Beril Çakmakoğlu & Mehmet Yalgın, Kemençe metodu 1. Kendi yayını. İzmir 2006. 148 sayfa.
- Hasan Esen, Klasik Kemençe metodu. Eyüp Mûsıki Vakfı yayını. İstanbul 2006. 301 sayfa.

## Відомі виконавці
- Kemençeci Vasilaki (1845 - 1907)
- Tanburi Cemil Bey (1873 - 1916)
- Kemal Niyazi Seyhun (1885 - 1967)
- Samiye Morkaya (1897 - 1972)
- Fahire Fersan (1900–1997)
- Ruşen Ferid Kam (1902 - 1981)
- Hadiye Ötügen (ö. 1963)
- Cüneyd Orhon (1926 - 2006)
- Hüseyin Sadettin Arel (1882 - 1955)
- İhsan Özgen (1942 – 2021)